# CROSS COUNTDOWN RADIO
CROSS COUNTDOWN RADIO（クロス・カウントダウン・レディオ）は、CROSS FMで放送されているワイド番組である。ナビゲーターはコウズマユウタ。
MARK IS 福岡ももち グームホテルスタジオからの生放送。

## 概要と変遷
cross fmでは開局の1993年から全国のJAPAN FM LEAGUEで放送されているカウントダウンプログラム『HOT 100』の福岡版に当たる『COUNTDOWN KYUSHU HOT 100』とJ-POPに特化した専門チャートプログラム『KYUDEN J-POP POWER COUNTDOWN』を日曜の午後に編成していたが、『HOT 100』は15年後の2008年に洋楽専門の『JK super radio show・洋楽カウントダウン』となり、『JK super radio show』に『J-POP』も吸収されるが双方が2010年3月に終了し、『COUNTDOWN KYUSYU TOP40』に変わる。半年後の2010年10月、『SUNDAY RADIO SHOW ～九州のTSUBO～』内で「COUNT DOWN KYUSHU TOP10」を放送するもこちらも半年で終わる。それと同時にいったんcross fmからチャートプログラムは姿を消した。
2017年4月より、日曜午後の時間帯でカウントダウンプログラムが6年越しに再開された。放送開始当初は12:00 - 16:00の4時間放送。
番組チャートは洋邦ミックスであるが邦楽が優勢。番組のチャートは『Billboard JAPAN売上チャート』『TOWER RECORDSの売り上げ』『全国ラジオ局のAir play』『cross fmでのON AIR』を総合的にはじき出している。また、リスナーに対し『今週も聴いていただき「ありがとう＝Thank You」』の気持ちを込めて、【TOP39 〜Thank you〜 Chart】として39位からカウントダウンしている。
2019年8月、東京の渋谷にDHC渋谷スタジオがオープンし、小林克也がナビゲートする『渋谷で2時〜Shibuya Rainbow〜』がはじまることから放送時間を11:30 - 14:00と、30分繰り上げて30分短縮することとなった。

## ナビゲーター
・コウズマユウタ
なお、コウズマが休暇・不在時のピンチヒッターは、MASAKI、立山律子らが担当する。